# Данкан Холдејн
Фредерик Данкан Мајкл Холдејн (енгл. Frederick Duncan Michael Haldane; Лондон, 14. септембар 1951) је физичар британског порекла који је тренутно професор физике на Универзитету Принстон. Он, Мајкл Костерлиц и Дејвид Таулес заједно су добили Нобелову награду за физику 2016. године.